# Stendardo delle Sante Croci
Lo stendardo delle Sante Croci è un dipinto a olio su tela (244x152 cm) del Moretto, databile al 1520-1521 e conservato nella Pinacoteca Tosio Martinengo di Brescia.
L'opera, molto solenne e composta, si colloca fra le migliori del periodo giovanile dell'autore, ormai già in vista del capitolo più prolifico della sua carriera artistica. Si tratta, assieme alla Madonna del Carmelo, della tela più rappresentativa e importante del breve periodo intermedio posto tra le prime esperienze formative e la prossima maturità del Moretto. Non è da escludere, oltretutto, che sia stato il successo questo stendardo a dare una considerevole spinta alla sua affermazione come pittore nel panorama artistico bresciano.

## Storia
La commissione di realizzare uno stendardo per la compagnia dei Custodi delle Sante Croci, secolare custode del tesoro delle Sante Croci nel Duomo vecchio, arriva con una delibera del 3 marzo 1520 del consiglio comunale di Brescia il quale, su richiesta del vescovo di Famagosta Mattia Ugoni, cittadino bresciano molto influente, decide di erogare una certa somma perché sia dipinto il gonfalone. Fra l'altro, circa dieci anni dopo l'Ugoni diventerà ausiliario del vescovo cittadino e sarà probabilmente lui, nel 1534, a fare il nome del Moretto alla comunità di Paitone, per la quale l'artista dipingerà l'Apparizione della Madonna al sordomuto Filippo Viotti. Non si hanno notizie su quando poi lo stendardo sarà consegnato, ma l'opera è databile a quegli anni e quindi venne eseguita verosimilmente subito dopo la commessa. La prima notizia storica del dipinto si ha nella guida del 1630 di Bernardino Faino, dove si parla di "un Confalone qual si porta nelle processioni che si fanno quando si porta questa Santissima Reliquia di mano del Moretto pittura di valore poscia che vi à il posto il suo ingegno et vi à scritto il suo nome". Una descrizione più mirata è condotta da Francesco Paglia, già nell'edizione del 1713 suo Giardino della Pittura, il quale lo vede però in una sala del Palazzo della Loggia.
Interessante il dato, riportato da entrambe le fonti e da altre successive, fino all'Ottocento, che lo stendardo fosse dipinto su entrambi i lati o, meglio, vi fossero due diverse tele ravvicinate in modo da creare uno stendardo unico. Dell'altro lato si è persa oggi ogni traccia e la motivazione viene probabilmente dalla duplice proprietà rivendicata sul dipinto, eseguito con finanziamento comunale ma di fatto utilizzato esclusivamente dalla diocesi. L'analisi delle fonti archivistiche, assieme ai vari commenti delle guide seicentesche e settecentesche, portano alla conclusione che le due facce siano state divise tra la fine del Seicento e l'inizio del Settecento: quella ancora oggi conservata rimase nel Duomo, in postazione fissa nella cappella delle Sante Croci, mentre quella perduta fu traslata nel palazzo comunale per essere utilizzata regolarmente per le processioni. Quasi sicuramente è quella che vide il Faino.
Nel 1980 è stata resa nota una xilografia, oggi all'Accademia Carrara di Bergamo, che mostrerebbe questo lato scomparso: l'impostazione è simile, con alcune figure in contemplazione nel registro inferiore mentre, in quello superiore, i santi Faustino e Giovita sono rappresentati eretti ai lati della Santa Croce, davanti alla quale sta genuflessa una terza figura identificabile con il duca Namo di Baviera, colui che secondo la tradizione donò la reliquia alla città nel IX secolo. Nella sua guida del 1826, Paolo Brognoli dice che nel Duomo nuovo "vi è un gonfalone, che spettava alla compagnia delle Santissime Croci, che tanto è simile a questo quadro (riferendosi a quello oggi in pinacoteca) che io non comprendo quale possa essere stato il primo". Lo storico vede molto probabilmente il lato perduto, che "tanto è simile" nell'impostazione generale a quello giunta fino a noi. Interessante anche il fatto che il Brognoli lo indichi nel Duomo nuovo e non più nella Loggia: dopo la sua guida, nessuna fonte lo citerà più.
La faccia dello stendardo conservata nel Duomo vecchio perviene infine alla Pinacoteca Tosio Martinengo nella seconda metà dell'Ottocento, dove trova collocazione stabile.

## Descrizione e stile
Lo stendardo presenta una composizione solenne, nettamente divisa su due livelli. In quello superiore, i santi patroni Faustino e Giovita affiorano dalle nubi e reggono simmetricamente con la mano destra un reliquiario recante la reliquia della Santa Croce, copia stilizzata del reale reliquiario quattrocentesco di Bernardino delle Croci ancora conservato nel tesoro delle Sante Croci in Duomo vecchio. Le due figure sono avvolte da lunghe e gonfie vesti, reggono la palma del martirio e sono immerse in un atteggiamento molto ieratico. Nel livello inferiore, diviso dal precedente dalla fascia di nubi dalla quali emergono i patroni, si trova un gruppo di almeno undici persone in composta devozione, simmetricamente ripartito in donne a destra e uomini a sinistra. Al centro, in linea con il reliquiario superiore, si trovano tre mitre appoggiate su un vassoio retto a sua volta dai presenti, sono interpretabili come segno di deposta podestà a fronte della croce, massimo segno di universale salvezza. In basso, un cartiglio recava un'iscrizione dedicatoria, oggi leggibile soltanto nella parola "DEO". Non è rintracciabile la firma del Moretto vista da Bernardino Faino e da altri, posta evidentemente sul lato perduto.
Il dipinto si colloca fra le prime opere di alta qualità realizzate dal Moretto, già formato da una buona serie di realizzazioni. Inoltre, il fatto che la commissione di un'opera simile, certo non banale, sia arrivata proprio a lui, è segno di una già acquisita notorietà in campo pittorico. Non è da escludere l'ipotesi che l'esecuzione dello stendardo abbia contribuito alla sua affermazione: entro pochissimi anni, infatti, gli verrà affidata l'importante decorazione della cappella del Santissimo Sacramento nella chiesa di San Giovanni Evangelista, mentre poco dopo ancora arriverà l'Assunzione della Vergine del Duomo vecchio, che segnerà l'ingresso nel periodo più alto e prolifico della sua produzione artistica. Lo stendardo della Confraternita delle Sante Croci, pertanto, può essere visto come l'opera più rappresentativa di questo breve periodo intermedio, posto fra le esperienze giovanili e la maturità dell'autore.